# Carl Heinrich Zöllner
Carl Heinrich Zöllner (auch: Karl Heinrich Zöllner, Charles Henri Zoellner, Carl Heinrich Zoellner) (* 5. Mai 1792 in Oels, Schlesien; † 2. Juli 1836 in Wandsbek) war ein deutscher Pianist, Organist und Komponist.

## Leben
Zöllners Vater war Organist an der Schlosskirche zu Oels und erteilte seinem Sohn schon früh Orgelunterricht. Nach weiterer Ausbildung bei Friedrich Wilhelm Berner in Breslau und einer Tätigkeit als Musiklehrer in Oppeln war er 1820 bis 1827 als Gesangslehrer am Lyzeum und als Organist in Posen tätig „unter der besonderen Protection des Fürsten Antoni Henryk Radziwiłł“. Um 1823 wirkte er als Privatmusiklehre in Leipzig. Später unterrichtete Zöllner in Warschau, wo eine seiner Schülerinnen die Fürstin von Łowicz war, die Gemahlin des Prinzen Constantin. Trotz „der brillantesten Anerbietungen“ war Zöllner nicht bereit, ein festes Engagement anzunehmen, sondern zog es vor, herumzureisen. Stationen seines künstlerischen Wirkens waren nach Warschau, Holland, London, die rheinischen Städte, Leipzig, Stuttgart (1830–1832), Hamburg, Lübeck und Kopenhagen. 1824 konzertiert er mit großem Erfolg als Organist in Hannover und in Weilheim. Während seiner Stuttgarter Zeit komponiert er 1830 eine „Cantate zur Allerhöchsten Geburtstagsfeyer Seiner Majestät des Königs Wilhelm I. (Württemberg)“ für die Besetzung vierstimmig gemischter Chor und Orchester. Die Uraufführung findet am 27. September 1830 statt. Der Komponist Peter Joseph von Lindpaintner, seit 1819 Hofkapellmeister in Stuttgart, lobt Zöllners Kantate als „ein gelungenes Werk im ächten Kirchenstyle“. Vom 4. November 1830 datiert eine Quittung über 55 fl, die Zöllner für seine Kantate empfing. An allen Orten, insbesondere in Hamburg, wo er sich 1832 endgültig niedergelassen hatte (in Gathys Nekrolog ist von „gegen Ostern 1832“ die Rede, eine Konzertankündigung vom September 1832 weist Zöllner allerdings noch als Organisten aus Braunschweig aus), erregte er durch sein geniales Orgelspiel allgemeine Bewunderung. Seine Konzerte führten ihn in viele europäische Städte, unter anderem Warschau, London, Leipzig, Hamburg und Kopenhagen. Ein Bericht aus Stuttgart, wo Zöllner im September 1829 zwei öffentliche Konzerte auf der Orgel der Schlosskirche (Altes Schloss (Stuttgart)) aufführte, gibt davon Zeugnis:
„Das erste Konzert, bei welchem zwar kein zahlreiches, aber ein ausgesuchtes musikalisches Publikum zugegen war, begann Herr Zöllner mit einer freien Phantasie, in welcher man nicht sowohl tiefe kontrapunktische Kunst, als vielmehr blühende Einbildungskraft bewunderte, von welcher der Hörer hingerissen werden musste. Hierauf folgten Variationen über „God save the King“, die alle Anwesenden entzückten; sodann als Intermezzo einige treffliche Gesangstücke, theils von Zöllners, theils von Lindpaintners Komposition. Nach diesen trug Herr Zöllner eine Fuge von Sebastian Bach meisterhaft vor. Zum Schluß ließ er sich ein Thema aufgeben, das er mit einer Virtuosität durcharbeitete, die nur im Bach’schen Zeitalter gang und gebe war. Im zweiten Konzerte wiederholte er mehrere Stücke, namentlich auch, auf allgemeines Verlangen die mit so vielem Beifalle aufgenommenen Variationen. Das Lokale war diesmal mit Zuhörern angefüllt. Was Herr Zöllner außer seiner, sowohl theoretischen als praktischen Kunstfertigkeit, und noch über diese schätzbar und hochachtungswerth macht, ist die Art der Anwendung dieser Kunstfertigkeit. Sein Spiel ist und bleibt immer edel, dem Instrumente und dem Orte angemessen. Nirgends frivole Schnörkel und Tändeleien. Keine Donnerwetter, keine Hirtenweide und was dergl. Charlatanerieen mehr sind. Daher bleibt ihm auch der Dank derer, die in der Kunst das Edle, Heilige und Gediegene noch achten, stets gewiß, am allergewissesten der Dank seiner hiesigen Freunde und Verehrer.“
Infolge „ausschweifender Lebensführung und Trunksucht“ trat Zöllner in Hamburg am 22. September 1835 zum letzten Male öffentlich auf.

## Werke (mit Opuszahl)
- Variations in C-Dur für Klavier op. 2 (Paralleltitel: Variations (in C) pour le pianoforte: Œuvre 2/composées par Henry Zöllner Verlag: Hofmeister, Leipzig (1823)
- Kunz von Kauffungen (Der Prinzenraub, op. 5), Oper in fünf Akten. UA  am 27. März 1826 im Theater an der Wien Ms. verschollen
- Sonate in F-Dur für Violine und Klavier op. 7 Verlag: Hofmeister, Leipzig o. J.
- Rondeau in Es-Dur für Klavier op. 8, Kistner, H. A.Probst, Leipzig o. J.
- Sonate amusante für Klavier zu vier Händen op. 10 (Paralleltitel: Grande Sonate in G-Dur), Kistner, Probst, Leipzig o. J.
- 6 Gesänge (nach Goethe) für vier Männerstimmen op. 12, Bachmann, Hannover o. J.
- Variations in a-Moll für Klavier zu vier Händen mit Violine und Gitarre (oder Violoncello) op. 12, Hofmeister, Leipzig o. J.
- Sonate für Klavier op. 13 (Widmung an „Charles Maria de Weber“), C. Bachmann, Marchand de Musique de la Cour, Hannover (1826), 2022 Neuausgabe, AlbisMusic Brunsbüttel, ISMN 979-0-700-21277-3
- Messe Nr. 1 in C-Dur für SATB mit Orgel (Klavier) op. 23, Simrock, Neuparth, Bonn o. J.
- Sechs Gesänge für Männerstimmen op. 24, N. Simrock, Bonn o. J.
- Missa Nr. 2 a 4 voci (TTBB) con Cembalo oder Klavie, op. 25, Simrock, Neuparth, Bonn o. J.
- Divertissement op. 32, Für Klavier und obligates Horn (oder Viola oder Violoncello) Verlag der Wied’schen Hof-Buch- und Kunsthandlung, Neuwied o. J.
- Zwölf Orgelstücke op. 36 (in 2 Heften), A. Cranz, Hamburg o. J.
- Grave c-Moll (Präludium und Fuge); Während der Communion G-Dur; Moderato F-Dur; Adagio ma non tanto a-Moll; Andante C-Dur; Tempo commodo (Fuge) d-Moll; Introduction zur Messe von Beethoven aus C; Andante d-Moll; Nachspiel * (Grave) a-Moll; Adagio cantabile g-Moll; Lento (Lento/Moderato/Allegro moderato) a-Moll; Nachspiel (Präludium und Fuge) c-Moll, Neuausgabe des Nachspiel in a-Moll in: Hamburger Orgelbuch, hrsg. v. Walter Zielke, Brunsbüttel, Albis-Verlag 2009
- Divertissement sur des thèmes favoris de l’opéra: Les Fauxmonnayeurs (Die Falschmünzer) (Auber) für Klavier op. 40, A. Cranz, Hamburg o. J.
- Variations sur une Valse de Strauss für Klavier op. 41, A. Cranz, Hamburg o. J.
- Zwei geistliche Lieder: 1. Wer nur den lieben Gott lässt walten. 2. Jesus lebt, mit ihm auch ich, für die Orgel mit passenden Präludien und Zwischenspielen op. 42, A. Cranz, Hamburg o. J.
- Vier ausgeführte Choräle nach Johann Sebastian Bachs Choralbuch op. 43 für Orgel, C. Cranz, Breslau o. J.
- Quarante petites etudes. Une introduction pout l’art du chant contenant des exercises progressives pour apprendre a trouver les tons et de les soutenir. op. 50, Brainard, Chicago o. J.
- Eine Vorschule zur Kunst des Gesanges, enthaltend zweckmäßig geordnete Übungen im Halten und Treffen von Tönen für Sopran oder TenorÜbungen im Halten und Treffen von Tönen für Sopran oder Tenor op. 51, A. Cranz, Hamburg 1833
- Fourty short studies für taking and holding the tones op. 52, Brainard, Chicago o. J.
- Sechs Lieder op. 53 und 54, Schubert & Niemeyer, Hamburg, Leipzig und New York o. J.
- Der Erlkönig (Goethe) für Singstimme und Klavier op. 55, Schubert & Niemeyer, Hamburg, Leipzig und New York o. J.
- Trois chansons allemandes de E. M. Oettinger für Singstimme und Klavier op. 56, Schubert & Niemeyer, Hamburg, Leipzig und New York o. J. (um 1820)
- Drei Gesänge für Alt und Klavier op. 57, Schubert & Niemeyer, Hamburg, Leipzig und New York o. J.
- Lieder und Gesänge für Alt oder Bariton [und Klavier] op. 58, Schubert & Niemeyer, Hamburg, Leipzig und New York o. J.
- Der Küsse Zauberkraft (Oettinger). Das Sternhotel. Für eine Singstimme mit Begleitung des Pianoforte op. 60, Schubert & Niemeyer, Leipzig, Hamburg & Itzehoe o. J.
- Frühlingsahnung „O sanfter süßer Hauch“ op. 70 Nr. 1, Für zwei Singstimmen und Klavier in: Julius Schuberth’s Omnibus für Gesang. Schuberth, Hamburg und Leipzig o. J.
- Elementarschule. 104 progressive Studien für Orgel op. 71, J. Schuberth, Leipzig o. J.
- Kleine Orgelschule op. 71 (sic!) Verlag: Schuberth & Co, Leipzig o. J.

## Werke (ohne Opuszahl)
- Abendlied für eine Singstimme und Pianofortebegleitung Verlag: o. Angabe, o. O., o. J.
- Adagio und Rondo pastorale für Orgel, o. V., o. O., o. J. (aufgeführt am 24. September 1832, vermutlich Ms. geblieben)
- Au pays que j’aime tant, für Chor zu 3 gleichen Stimmen Verlag: Pinatel, Paris o. J.
- Auswahl unterrichtender und unterhaltsamer Übungsstücke, nach den beliebtesten und ansprechendsten Melodien der vorzüglichsten Komponisten, mit besonderer Rücksicht auf eine zweckmäßige Stufenfolge vom Anfange des Unterrichtes für Klavier (in vier Bänden), Cranz, Hamburg o. J.
- Candidates, für Männerquartett, Augener, London o. J.
- Cantate (Nr. 2) zur Allerhöchsten Geburtstags-Feyer Sr. Majestät des Königs Wilhelm von Würtemberg componiert von C.H. Zöllner (für 4st.gem. Chor und Orchester), UA: 27. September 1830,  Ms., im Bestand der Handschriftensammlung der Württembergischen Landesbibliothek, Band 6, Teil 3
- Départ des archers, für TTBB, Pinatel, Paris o. J. bzw. H. Gautier, Paris (ca. 1876/79)
- Domine Clamavi, für 4st.gem. Chor a cappella, J. Fischer, New York o. J.
- Duett: Kennt ihr das Land Cranz, Hamburg o. J. Ein Uhr, Melodram, o. V., o. O., o. J., vermutlich Ms. geblieben
- Fragilité, für TTBB, Pinatel. Paris o. J.
- Frühling, für Männerchor, o. V., o. O., o. J.
- Galopp nach dem Speisezettel (E. Faulmann) für Klavier, Kistner, Leipzig o. J.
- Gebet Herr, Herr, Herr, der du mir das Leben für TTBB, Notensatz S. Fischer 6 Gesänge für TBB: 1. Durch tosende Meere 2. Hört, Brüder! Die Zeit 3. Flüchtiger als Wind 4. Traun, Brüder! Wer den Wein 5. Myrten grünen 6. Lasset die Freud’, Breitkopf, Leipzig o. J.
- Kanon à 3 In der Tonkunst lasst uns leben, Autograph (Clausthal, 19 May 1824) im Bestand des Goethe-Museums, Düsseldorf
- Kleine (40) Gesangsübungen, Vorschule zur Kunst des Gesanges, Mittellage, Litolff, Braunschweig o. J.
- Kleines Präludium in d-Moll, in: Körner, Der praktische Organist Verlag: Peters, Leipzig o. J.
- Kleines Präludium in E-Dur, in: Practisches Handbuch für Organisten, A. Coppenrath, Regensburg o. J.
- Kleines Präludium in G-Dur, in: L’Harmonium Religieux, Foetisch Frères, Lausanne o. J.
- Kleines Präludium in B-Dur, in: Volckmar, Orgel-Archiv, Band 2 Verlag: Peters, Leipzig o. J.
- Laudate Dominum (Offertory) für 4st.gem. Chor a cappella Verlag: J. Fischer, New York o. J.
- Lied der venetianischen Gondoliers O sanctissima zu vier Stimmen Ms. (o. J.) im Archiv der A-Wn-Gesellschaft der Musikfreunde in Wien, Liedersammlung für Männerquartette, o. V., o. O., o. J., (im Bestand der Österreichischen Nationalbibliothek), enthält: Rheinwein-Lied; Das Haus beneide ich; Ewald (dänischer Nationalgesang); Der Unendliche; Vaterlandslied (Auf Hamburgs Seegen)
- Mass in honor of St. Caecilia, für 4st.gem. Chor a cappella, J. Fischer, New York o. J.
- Motette f. Chor a cappella, Ms. (im Bestand der Dänischen Nationalbibliothek, Kopenhagen)
- Orgelstück in: Becker, Karl, Orgel-Album der Schüler und Nacheiferer von J.S. Bach, Siegel, Leipzig o. J.
- 12 Orgelstücke in: Orgeljournal, Mannheim, bei Karl Ferd. Heckel, 2. Band 1831/32
- Vorspiel zu dem Choral Herzlich thut mich Verlangen; Nachspiel in d-Moll; Vorspiel in a-Moll (adagio manualiter); Adagio ma non tanto in c-Moll; Larghetto in g-Moll; Andantino in F-Dur; Vorspiel in Es-Dur nach einem Motiv einer Kantate von Eschborn; Vorspiel in G-Dur (Con gravita); Allegro non tanto in f-Moll; Vorspiel zu dem Liede Christus der ist mein Leben; Präludium zu dem Choral Wach auf mein Herz; Vorspiel (Larghetto) in A-Dur; Nachspiel (Adagio/Allegro agitato) in e-Moll, Das Nachspiel in e-Moll auch als Fantasie in e-Moll in: Volckmar: Orgel-Archiv 4 im Verlag Litolff, Braunschweig o. J.
- Orpheus. Sammlung von Liedern und Gesängen für 4 Männerstimmen a cappella (3. Folg), Friedlein & Hirsch, Leipzig o. J. (184?)
- Pianoforte-Schule mit besonderer Berücksichtigung der Lehrbücher und Übungen von Clementi, Cramer, Czerny, Herz, Hummel, Kalkbrenner, Moscheles und A.E. Müller, Cranz, Breslau o. J. (ca. 1830)
- Polonaise in B-Dur für Klavier zu vier Händen, Breitkopf und Härtel, Leipzig o. J.
- Potpurri nach Thema’s aus Apollo’s Wettgesang für Klavier, C. Bachmann, Hannover o. J.
- Präludium und Fuge für Orgel, o. V., o. O., o. J. (aufgeführt am 24. September 1832, vermutlich Ms. geblieben)
- 12 Psalmen für 2 Sopran- und eine Bassstimme ohne Begleitung zum Gebrauch für Singvereine und Schulen (in zwei Bänden), Cranz, Breslau, o. J.
- Shall mirthful, Lied für Singstimme und Klavier, Curwen, London o. J.
- Stabat mater: Für zwei Sopranstimmen; Clavierauszug von C.H. Zöllner nach Giovanni Battista Pergolesi, A. Cranz, Hamburg o. J. (ca. 1835)
- The toast, für TTBB, Novello, London o. J.
- Trinklied im Juni für Männerchor o. V. o. O., o. J.
- Valses et Ecossaises, Hofmeister, Leipzig o. J.
- Variationen über God save the King für Orgel Verlag: Peters, Leipzig o. J., Neuausgabe: Brunsbüttel, Albis-Verlag 2009
- Variationen über zwei Themen für Klavier, Breitkopf, Leipzig o. J.
- Vater unser (Das Paternoster von Jacobi) vermutlich Ms. geblieben
- 6 Vierstimmige Gesänge und Lieder für Sopran, Alt, Tenor und Baß (in zwei Heften), Breitkopf & Härtel, Leipzig o. J. (ca. 1833)
- Vollständige theoretisch-praktische Orgelschule, Zweite, verbesserte Auflage (deutscher und englischer Text), Schuberth & Co., Hamburg, Leipzig & New York, 1853
- Voyage de la vie, für TTBB, Pinatel, Paris o. J.

## Schriften
- Musikalisches Conversationslexikon, Encyklopädie der gesammten Musik-Wissenschaft für Künstler, Kunstfreunde und Gebildete, unter Mitwirkung von Ortlepp, J. Schmitt, Meyer, Zöllner u. m . U., redigiert von A. Gathy. Ausgabe in einem Bande. Leipzig, Hamburg und Itzehoe, Schuberth & Niemeyer 1835